# Добра (комуна, Димбовіца)
Добра (рум. Dobra) — комуна у повіті Димбовіца в Румунії. До складу комуни входять такі села (дані про населення за 2002 рік):
- Добра (1903 особи)
- Мерчешть (1950 осіб)

Комуна розташована на відстані 49 км на північний захід від Бухареста, 25 км на південний схід від Тирговіште, 97 км на південь від Брашова.

## Населення
За даними перепису населення 2002 року у комуні проживали 3853 особи. Усі жителі комуни рідною мовою назвали румунську.
Національний склад населення комуни:
| Національність | Кількість осіб | Відсоток |
| -------------- | -------------- | -------- |
| румуни         | 3852           | > 99,9%  |
| болгари        | 1              | < 0,1%   |

Склад населення комуни за віросповіданням:
| Релігія     | Кількість осіб | Відсоток |
| ----------- | -------------- | -------- |
| православні | 3815           | 99,0%    |
| лютерани    | 21             | 0,5%     |
| адвентисти  | 8              | 0,2%     |
| бретрени    | 8              | 0,2%     |

## Зовнішні посилання
- Дані про комуну Добра на сайті Ghidul Primăriilor [Архівовано 15 червня 2012 у Wayback Machine.]